# Populizm

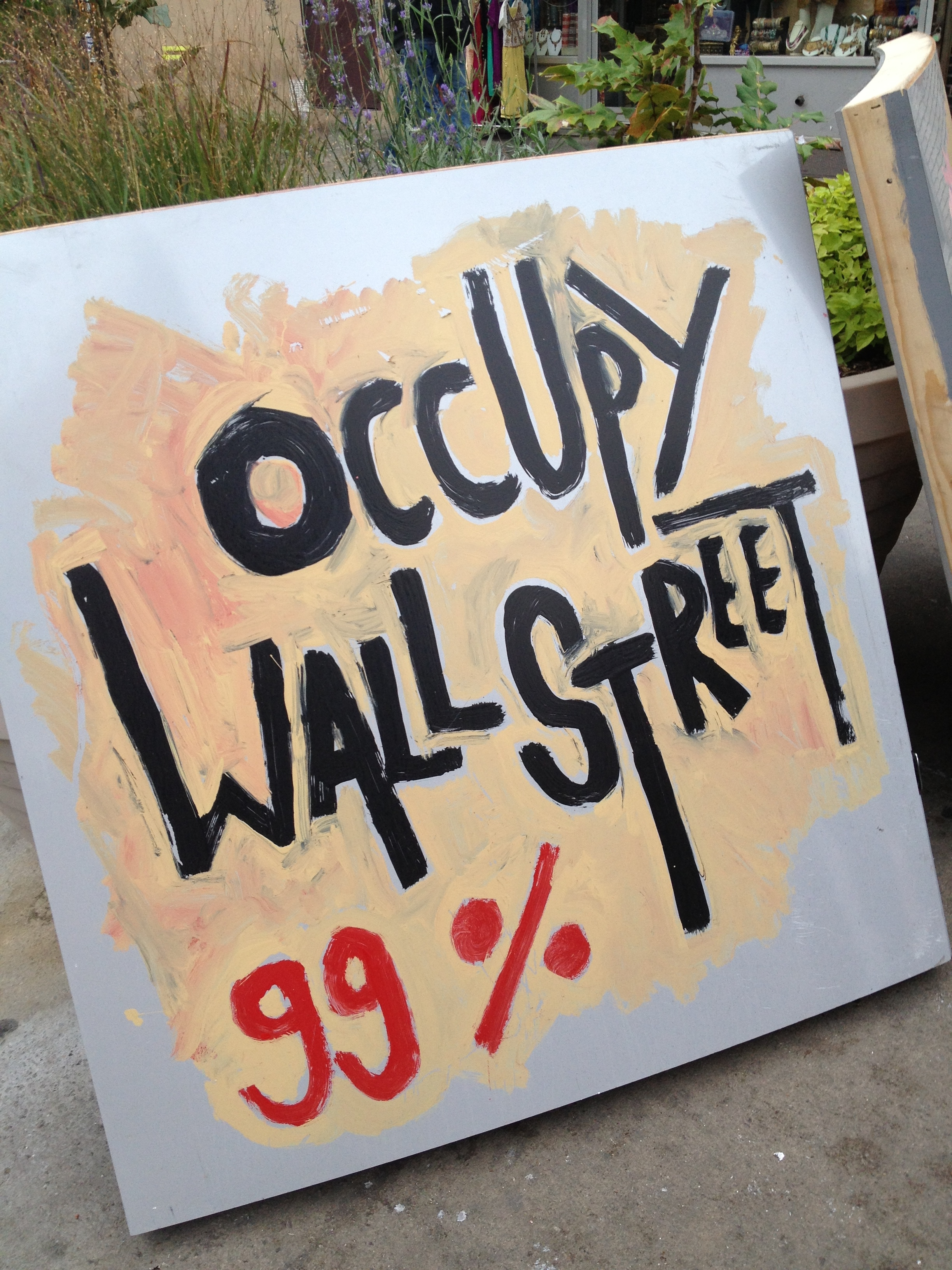
W swojej retoryce „99%” (lud) przeciwko „1%” (elita), międzynarodowy ruch Occupy Wall Street na początku 2010 roku był przykładem populistycznego ruchu społecznego

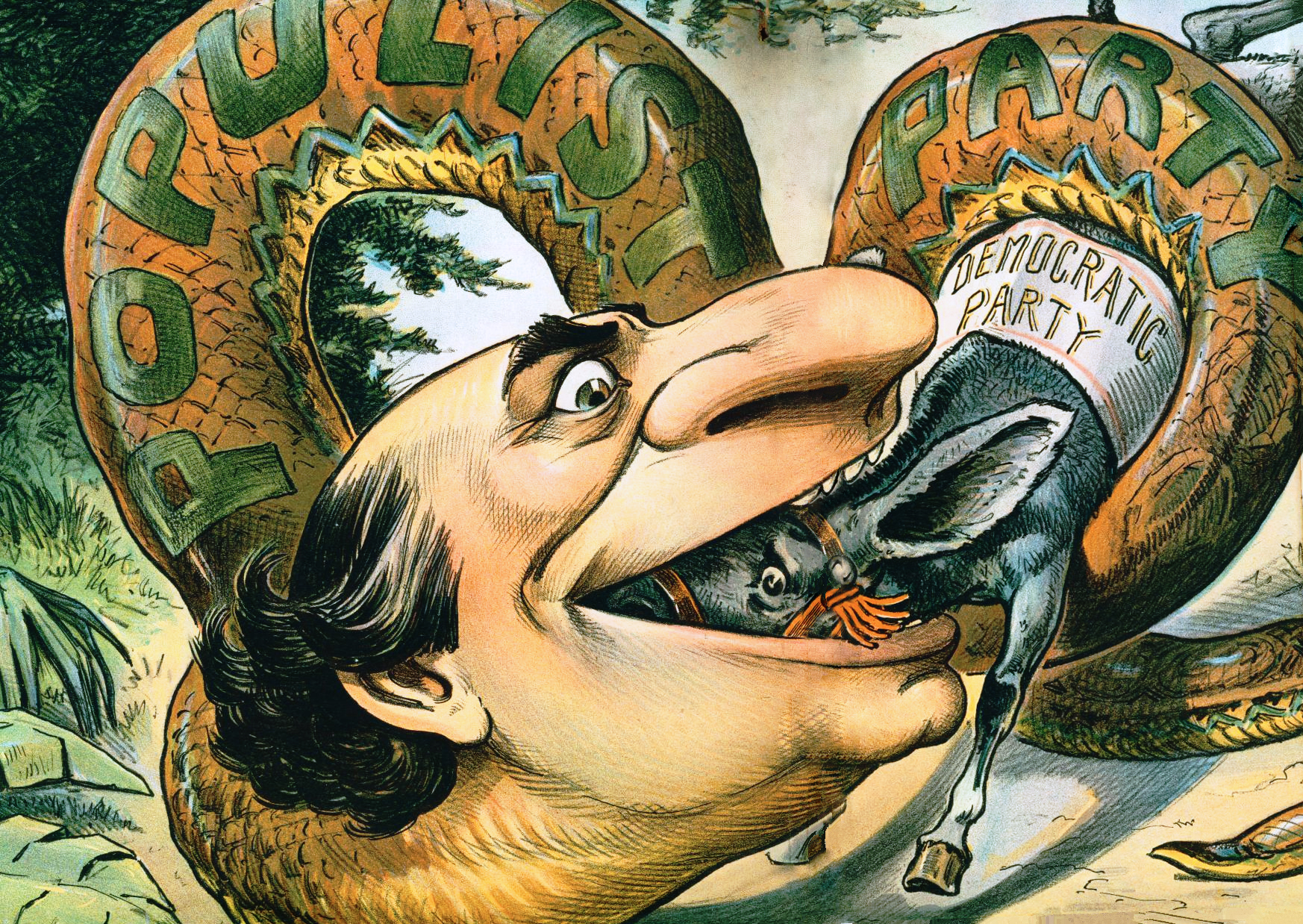
Rysunek z 1896, na którym William Bryan, zagorzały zwolennik populizmu, połyka symbol amerykańskiej Partii Demokratycznej (do której należał).

Populizm (z łac. populus „lud”) – zjawisko polityczne polegające na odwoływaniu się w swoich postulatach i retoryce do idei i woli „ludu”, często stawianego w kontrze do „elit”.
Populizm jest definiowany jako ideologia, w której „lud” postrzegany jako siła moralnie wyższa, przeciwstawiany jest „elitom”, postrzeganym jako skorumpowane i reprezentujące partykularne interesy. Populiści zazwyczaj przedstawiają „elity” jako zamkniętą instytucję polityczną, gospodarczą, kulturalną i medialną. Oskarżają elity o stawianie interesów własnych lub interesów innych grup (takich jak obce kraje lub imigranci) ponad interesy „zwykłych ludzi”. Ugrupowania populistyczne różnią się w przyjmowanej definicji „ludu”. Kryteria tej definicji mogą być oparte na podziałach klasowych, etnicznych lub narodowych. Jako elementy dyskursu populistycznego wymienia się prymat woli ludu, antyelitaryzm, antypluralizm i antyintelektualizm.
Ruchy populistyczne mogą być tworzone przez charyzmatycznych przywódców, którzy starają się nawiązywać możliwie bezpośredni kontakt ze swoimi zwolennikami, przedstawiając się jako „głos ludu”. Działając w liberalnych demokracjach, populiści w szeregu przypadków dążą do przeformułowania funkcjonujących w nich modeli politycznych i społecznych, m.in. poprzez ograniczenie roli niezależnych instytucji, takich jak media i sądownictwo, które umożliwiają ochronę praw mniejszości.
Populizm można opisywać w aspekcie doktrynalnym, socjotechnicznym i psychospołecznym. Ernesto Laclau opisał populizm jako emancypacyjną siłę społeczną, poprzez którą zmarginalizowane grupy kwestionują dominujące struktury władzy. W definicji politologa Jana-Wernera Müllera partię populistyczną cechuje antyelitaryzm łączący się z antypluralizmem, tj. przedstawianie siebie jako jedynego prawdziwego przedstawiciela „ludu” w starciu ze szkodliwymi, dawnymi elitami, a tym samym prezentowanie innych partii, organizacji czy instytucji jako „wrogów ludu”. Niektórzy ekonomiści używają terminu populizm w odniesieniu do rządów, które angażują się w znaczne wydatki publiczne finansowane przez pożyczki zagraniczne, co skutkuje hiperinflacją i koniecznością zarządzania kryzysowego.
Termin populizm rozwinął się w XIX wieku i był od tego czasu używany w różnych kontekstach. W mowie potocznej nadaje mu się zazwyczaj negatywne znaczenie, i utożsamia z promowaniem uproszczonych rozwiązań wobec skomplikowanych problemów, a także z odwoływaniem się do zbiorowych emocji; lub z głoszeniem chwytliwych haseł „zgodnych z oczekiwaniami większości społeczeństwa w celu uzyskania jego poparcia i zdobycia wpływów lub władzy” (synonimicznie do demagogii).
Populizm łączy się z różnymi ideologiami, takimi jak nacjonalizm, liberalizm czy socjalizm. Populiści działają na różnych pozycjach doktrynalnych w spektrum lewicy-prawicy: wyróżnić można zarówno lewicowy, jak i prawicowy populizm.

## Doktryna

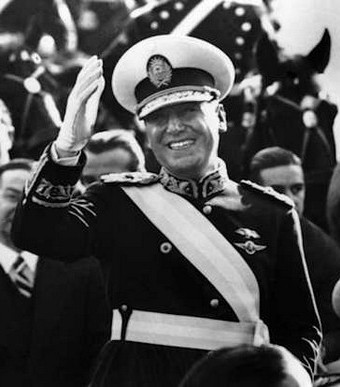
Peronizm argentyńskiego prezydenta Juana Peróna został uznany za ruch populistyczny.

Aspekt doktrynalny polega na przyjęciu, że „wola ludu”, „wola narodu” lub „wola mas” jest zasadniczą polityczną legitymacją dla osób i organizacji sprawujących rządy. Polityka oparta na populizmie w aspekcie psychospołecznym stara się dostarczyć wyborcom przywódcę określonego typu pożądanego przez większość. W aspekcie socjotechnicznym polega na stosowaniu demagogii, odwoływaniu się do stereotypów i mitów społecznych. Mity takie mogą uzasadniać antagonizmy społeczne, przeciwstawiać dobro biednego ludu rządzącym elitom, odwoływać się do uprzedzeń rasowych i etnicznych. Celem zabiegów socjotechnicznych może być też wykształcenie mitów politycznych sprzyjających realizacji założeń politycznych.
Charakterystyczną cechą ideologii populistycznej jest założenie, że ludzie tworzą jednorodne ciało. Ideologia populistyczna przypisuje ludziom, szczególnie społecznościom wiejskim cnotę prostych ludzi. Są oni nośnikiem zbiorowych tradycji i charakteru narodowego. Podkreśla również negację oraz opozycyjność wobec istniejącego stanu rzeczy.
Populiści twierdzą, że partie polityczne stworzyły sztuczny podział w homogenicznym społeczeństwie i wysuwają swój własny interes ponad interes społeczny, zostały skorumpowane oraz zepsuły więź pomiędzy liderami i ich stronnikami. Populiści przeciwstawiają się jedynie partiom establishmentu, prezentując siebie jako ugrupowanie antysystemowe i podkreślają, że tylko i wyłącznie oni są reprezentacją zwykłego ludu.
Dążą do wprowadzenia nowych dróg reprezentacji politycznej poprzez instytucje demokracji bezpośredniej: demokrację plebiscytową (referenda oraz inicjatywa społeczna) personalizację władzy (bezpośrednie wybory wysokich funkcjonariuszy państwowych, wzmocnienie władzy prezydenta i premiera).
Poza krytykowanym ujęciem populizmu jako ideologii, strategii lub dyskursu populizm może być atrakcyjnym stylem politycznym. Zarzucanie populizmu jest uznawane za określenie pejoratywne sugerujące oportunizm polityczny.

## Nurty
W ramach populizmu występują dwa nurty: lewicowy i prawicowy. Różnią się one naciskiem kładzionym na poszczególne kwestie: w przypadku lewicowych populistów – kwestie ekonomiczne (wyrosłe z idei egalitaryzmu), w przypadku prawicowych populistów – kwestie związane z tożsamością kulturową, oparte na idei patriotyzmu względnie nawet nacjonalizmu.

### Populizm lewicowy
Populizm lewicowy opiera się na wydzieleniu antagonistycznych w stosunku do ludu grup, procesów i instytucji takich, jak: globalizacja, amerykanizacja, kapitaliści, międzynarodowe koncerny oraz na licznych przywilejach socjalnych dla obywateli, takich jak darmowa służba zdrowia czy dochód podstawowy. Populiści prezentują siebie jako prawdziwych, demokratycznych socjalistów, skierowanych przeciwko zewnętrznym zagrożeniom. Podkreślają społeczną równość oraz prymat ideologicznego uniwersalizmu. Lewicowy populizm przejmuje również elementy populizmu prawicowego, jak np. kwestie antyimigranckie.

### Populizm prawicowy
Populizm prawicowy opiera się na podkreślaniu ekskluzywizmu społecznego. Prawicowe partie populistyczne charakteryzują się odgradzaniem tożsamości narodowej (kulturowej, rzadziej etnicznej) zarówno od innych narodów, imigrantów, mniejszości narodowych, jak i od inaczej myślących lub zachowujących się we własnym kraju. Ksenofobia prawicowych populistów ma charakter selektywny: nie używa tradycyjnej argumentacji rasistowskiej, aprobuje imigrantów zasymilowanych i produktywnych.
Z drugiej strony przeciwnikiem populistów są również elity finansowe, polityczne i kulturalne. Populistyczna niechęć do elit sprawia, że populiści głoszą postulaty demokracji plebiscytarnej, na ogół połączonej z silnym charyzmatycznym przywództwem. Deklarują też poszanowanie praw i wolności obywatelskich, zarzucając nawet przeciwnikom, że ograniczają wolność słowa.
Prawicowy populizm charakteryzuje również eurosceptycyzm z powodów kulturowych (UE jako zagrożenie dla języka, wartości), politycznych (dla prawicowych populistów społeczeństwo powinno być w pełni suwerenne, więc nie powinno przenosić swej suwerenności na instytucje zewnętrzne) i ekonomicznych (UE jako zagrożenie dla gospodarek narodowych).
Charakterystyczne dla prawicowych populistów jest dążenie do walki z przestępczością poprzez zaostrzenie kar i wzmocnienie policji. Typowy dla tych ugrupowań jest również szacunek dla obyczajów oraz tradycyjnej moralności, choć dostrzec też można akceptację przemian obyczajowych (prawicowi populiści wykorzystują np. prawa kobiet czy mniejszości seksualnych do krytyki imigracji).
Prawicowy populizm nie wypracował jednolitego programu społeczno-ekonomicznego. Czasem ma on charakter skrajnie wolnorynkowy, co odzwierciedla dążenia drobnych przedsiębiorców. Coraz częściej jednak populiści deklarują utrzymanie „państwa dobrobytu”, ale przy ograniczeniu pomocy państwa wyłącznie dla rdzennych obywateli.

## Potoczne rozumienie terminu
Potocznie populizm oznacza działania polityczne zmierzające do zdobycia władzy i wpływów poprzez schlebianie oczekiwaniom społecznym i składanie nierealnych obietnic.
Populizm jest także cechą przypisywaną mediom. Media populistyczne charakteryzują się wrogością i kwestionowaniem elit, odwołują się do zdrowego rozsądku oraz uczuć moralnych.